# Нововодянська сільська рада (Кам'янсько-Дніпровський район)
| Нововодянська сільська рада — колишній орган місцевого самоврядування у Кам'янсько-Дніпровському районі Запорізької області з адміністративним центром у с. Нововодяне. Історична дата утворення: 1984 рік. Водоймища на території, підпорядкованій даній сільській раді: Каховське водосховище. Сільській раді підпорядковані населені пункти: - с. Нововодяне - с. Новоукраїнка - с. Примірне |

## Склад ради
Рада складається з 20 депутатів та голови.
Партійний склад ради: КПУ — 8, Партія регіонів — 7, Сильна Україна — 4, Народна Партія — 1.

### Керівний склад ради
| ПІБ                             | Основні відомості                                                         | Дата обрання | Дата звільнення |
| ------------------------------- | ------------------------------------------------------------------------- | ------------ | --------------- |
| Голяченко Наталія Володимирівна | Сільський голова, 1958 року народження, освіта, позапартійна              | 26.03.2006   | 31.10.2010      |
| Чорний Михайло Михайлович       | Сільський голова, 1954 року народження, освіта вища, член Партії регіонів | 31.10.2010   |                 |

Примітка: таблиця складена за даними джерела